# Koralówka blada

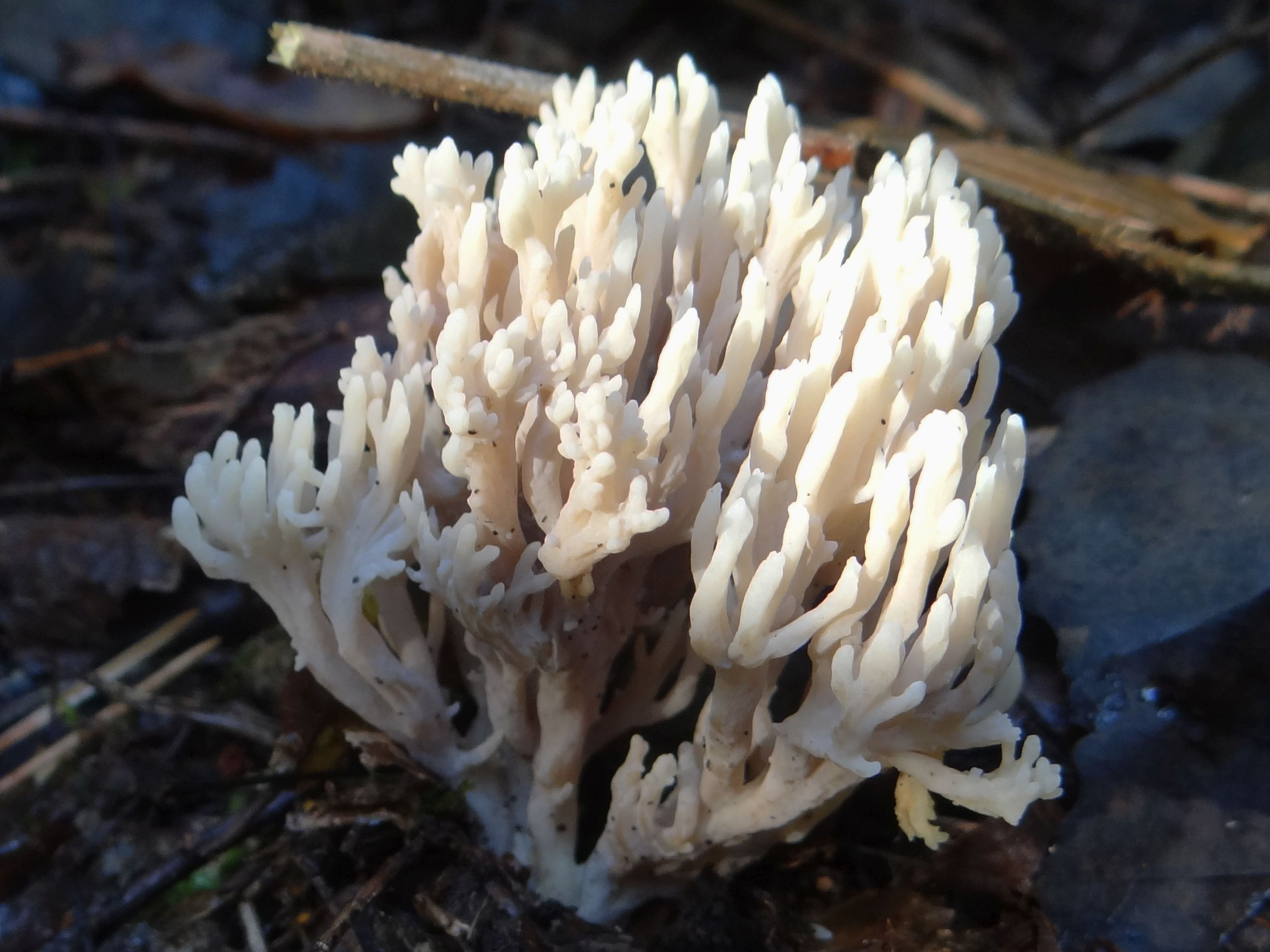

Koralówka blada (Ramaria pallida (Schaeff.) Ricken) – gatunek grzybów z rodziny siatkoblaszkowatych (Gomphaceae).

## Systematyka i nazewnictwo
Pozycja w klasyfikacji: Ramaria, Gomphaceae, Gomphales, Phallomycetidae, Agaricomycetes, Agaricomycotina, Basidiomycota, Fungi.
Po raz pierwszy takson ten opisany został w 1774 r. przez Schaeffera jako Clavaria pallida, do rodzaju Ramaria przeniósł go Adalbert Ricken w 1920 r.
Nazwę polską zaproponował Władysław Wojewoda w 2003 r. W polskim piśmiennictwie mykologicznym gatunek ten opisywany był też jako gałęziak bladawy.

## Morfologia
Owocnik
Młode owocniki kalafiorowate, starsze krzaczkowate, o wysokości 8–18 cm i średnicy 5–18 cm. Posiadają  podstawę o grubości do 4 cm, która rozgałęzia się kilkakrotnie na coraz cieńsze gałązki. Rozgałęzienia mają kształt litery V, a gałązki zazwyczaj są pomarszczone. Początkowo owocniki są jasnoróżowe, potem mięsnopłowe, w końcu przyjmują kolor kawy z mlekiem i mają na powierzchni brązowe cętkowania. Podstawa jest jaśniejsza; początkowo biaława, później kremowa, końcówki gałązek mają barwę od różowofioletowej do czerwonej.
Miąższ
Miękki, kruchy i biały. Po uszkodzeniu nie zmienia barwy. Smak gorzkawy, zapach nieco podobny do zapachu maggi.
Cechy mikroskopowe
Strzępki w tramie trzonu mają średnicę do 20 μm, ściany o grubości do 1μm i bardzo delikatnie rzeźbione, są bezbarwne, splątane i posiadają sprzążki na przegrodach. Strzępki w tramie górnych gałązek mają szerokość do 15 μm, posiadają sprzążki, są szkliste, cienkościenne, równoległe. Subhymenium jest rozległe, a jego strzępki są mocno splątane. Hymenium gęste. Podstawki mają rozmiar 60–80 × 9–12 μm, są zgrubiałe, ze sprzążkami, w młodości mają jednorodną zawartość, później ich zawartość staje się pęcherzykowata (kroplista). Posiadają 2 lub 4 mniej lub bardziej proste sterygmy. Obficie występują bazydiole. Zarodniki o rozmiarach 8,3-12,2 × 5,0–6,1 μm, jajowate i spłaszczone. Mają ściany o grubości 0,3 μm. Na powierzchni posiadają kilka brodawek i urzeźbienie w postaci meandrujących grzbietów.

## Występowanie i siedlisko
Występuje tylko w Europie. W Polsce jest dość rzadki, w piśmiennictwie mykologicznym do 2003 r. podano tylko 4 jego stanowiska.
Rośnie zwykle w lasach liściastych, pod bukami, rzadziej w świerkowych lub sosnowych, przeważnie w regionach górskich.
Grzyb mikoryzowy. Grzyb trujący. Nie należy do szczególnie niebezpiecznych, ale po spożyciu w większej ilości powoduje biegunkę.

## Gatunki podobne
Poza koralówką czerwonowierzchołkową (Ramaria botrytis) można także znaleźć stare okazy bardzo podobnej i trującej koralówki strojnej (Ramaria formosa) W bukowych lasach występuje bardziej ochrowa koralówka żółta (Ramaria flava) nigdy niemająca odgałęzień o liliowo zabarwionych szczytach.